# Francisco Pérez Sierra
Francisco Pérez Sierra, né en 1627 à Naples et mort en 1709 à Madrid, est un peintre italien actif en Espagne.

## Biographie
Francisco Pérez Sierra naît en 1627 à Naples.
Il apprend son art à Naples auprès d'Aniello Falcone, il s'installe en Espagne et suit la direction de Jean de Bautista de Tolède. Il devient un assez habile peintre de batailles, de paysages et d'animaux, et c'est comme tel qu'il collabore parfois aux peintures de Juan Carreño de Miranda et de Francisco Rizi. Ils l'emploient notamment dans les travaux de décoration du palais de la Moncloa , alors propriété du marquis de Heliche et à l'église de San Placido où il peint à fresque la chapelle du Sépulcre. Don Diego de la Torre, son protecteur, lui demande diverses copies d'après Ribera et quelques toiles originales représentant des saints dont il décore la chapelle des religieuses de los Angeles; il peint encore pour cette chapelle plusieurs perspectives d'autels, sortes de trompe-l'œil alors en grand usage. Nommé à un emploi dans les presilios, il cesse presque entièrement de s'adonner à son art, se bornant à peindre des tableaux de fleurs et de nature morte. Subsiste encore au commencement du siècle [Lequel ?], une Vierge de la solitude, où il se représente lui-même, et qui appartient au couvent de la Paciencia, et quelques autres toiles au couvent de la Victoria.
Il meurt en 1709 à Madrid .
Plusieurs de ses toiles sont conservées au Palais royal de Madrid et à l'Escurial.